# 4 Batalion Ciężkich Karabinów Maszynowych

Vickers – 36 ckm posiadał batalion

4 Batalion CKM – pododdział piechoty Polskich Sił Zbrojnych.

## Formowanie, zmiany organizacyjne i historia
Formowanie rozpoczęto w zimie 1945. Zdolność bojową miał osiągnąć do 1 czerwca 1945. W walkach na froncie nie wziął udziału. Oficerowie wywodzili się z  I Korpusu Polskiego, a żołnierze w ok. 80% z Wehrmachtu i organizacji Todt, do których to wcześniej zostali przymusowo wcieleni. 4 Batalion CKM wchodził w skład 4 Dywizji Piechoty. Batalion stacjonował w Dunblane, w Szkocji. Rejony zakwaterowania pododdziałów znajdowały się w: Rippenross Camp (1 kckm i kmoź), Dickburn Camp (2 kckm), Cathedral Camp (kdow).
Przy batalionie funkcjonował Posterunek Żandarmerii, w skład którego w styczniu 1946 wchodzili: wachm. Antoni Jaksoniak, plut. Stanisław Latoszek, kpr. Franciszek Ilkiewicz i kpr. Józef Sławiński.
22 stycznia 1946 por. Wilhelm Kohlman został przeniesiony do Wyższej Szkoły Wojennej na VI Kurs w charakterze słuchacza zwyczajnego. 11 lutego 1946 dowódca baonu wyznaczył 12 podoficerów i szeregowców do składu orkiestry jazzowej. 22 lutego 1946 29 szeregowców zostało przeniesionych z baonu do Komendy Uzupełnień Nr 1. 28 lutego 1946 10 szeregowców zostało przeniesionych z baonu do Ośrodka Demobilizacyjnego Nr 1 w Greenock (Transit Camp). 15 marca 1946 kolejna grupa szeregowców została przeniesiona do Komendy Uzupełnień Nr 1 – Obóz Repatriacyjny Tairfield.
W dniach 20 i 21 marca 1946 do baonu został przydzielony pod względem gospodarczym personel Polskiego Biura Wojskowego w Glasgow liczący 29 oficerów, 8 podchorążych, 3 podoficerów i 7 szeregowców. Wśród oficerów biura znajdowali się podpułkownicy: Ludwik Świątek (w 1939 zastępca kierownika Kierownictwa Zaopatrzenia Intendentury), Jan Wilczyński i Czesław Leon Pawluś oraz major Stefan Zaremba.
28 marca 1946 do baonu zostało przydzielonych pod względem gospodarczym 8 oficerów Biura Rozrachunkowego Sztabu Głównego na czele z majorem Jerzym Marianem Ciepielowskim oraz 4 oficerów z Komisji Regulaminowej. 6 września 1946 major Ciepielowski (*6 XII 1899 †16 XII 1969 Londyn) został pozbawiony obywatelstwa polskiego.
Z dniem 1 kwietnia 1946 kompania moździerzy została przeniesiona z obozu Barry Links do obozu Buddon Camp.
Z dniem 18 kwietnia 1946 dowódca baonu zniósł wartę obozową i służbę zastępcy oficera służbowego, a w ich miejsce wprowadził ront podoficerski w składzie dwóch podoficerów młodszych posiadających uprawnienia wartowników oraz funkcję podoficera pożarniczego – profosa.
Na podstawie Dziennika Personalnego Naczelnego Wodza i Ministra Obrony Narodowej Nr 1 z 5 stycznia 1946 ogłoszono, że plut. Władysław Ogrodnik z 2 kompanii ckm został odznaczony Krzyżem Walecznych z dwoma okuciami za kampanię francuską 1940.
Z dniem 21 kwietnia 1946 dowódca batalionu awansował:
- sierżanta Tomasza Dziembę z kompanii dowodzenia na stopień rzeczywistego starszego sierżanta,
- wachmistrza Antoniego Jaksoniaka z Posterunku Żandarmerii na stopień rzeczywistego starszego wachmistrza,
- 3 podoficerów na stopień rzeczywistego sierżanta,
- 7 podoficerów na stopień plutonowego,
- 15 starszych strzelców na stopień kaprala,
- 1 starszego strzelca na stopień tytularnego kaprala,
- 38 strzelców na stopień starszego strzelca,
- 6 strzelców na stopień tytularnego starszego strzelca.

Wśród awansowanych na plutonowego znalazł się Franciszek Ilkiewicz z Posterunku Żandarmerii. Awansowani żołnierze otrzymywali dotychczasowe uposażenie lub żołd z uwagi na to, że władze brytyjskie nie wyraziły zgody na wypłatę wyższego uposażenia z tytułu awansów. 
Z dniem 25 kwietnia 1946 podporucznicy: Zenon Janiga i Jan Kantor zostali przeniesieni do Rezerwy Personalnej Oficerów – obóz zbiorczy Strowan House k. Crieff. Tego samego dnia ogłoszono, że podporucznik Władysław Samborowski został odznaczony Krzyżem Walecznych za kampanię włoską 1944. Z dniem 30 kwietnia 1946 podporucznicy: Bolesław Grocz i Wacław Jurowski zostali przeniesieni do Rezerwy Personalnej Oficerów – obóz zbiorczy Strowan House k. Crieff.
9 maja 1946 dowódca baonu awansował plutonowego Władysława Ogrodnika na tytularnego sierżanta oraz 3 żołnierzy na stopień tytularnego kaprala i kolejnych 6 na stopień tytularnego starszego strzelca.
26 lipca 1946 dowódca 4 Dywizji Piechoty przydzielił do baonu kapitana Franciszka Malika oraz poruczników: Wilhelma Kohlmana i Wilhelma Kulę z Wyższej Szkoły Wojennej. Z dniem 31 lipca 1946 por. Wilhelm Kohlman został odkomenderowany do dyspozycji szefa Biura Ewidencji w Witley Camp. 8 sierpnia 1946 kpt. piech. Franciszek Malik został czasowo przydzielony do Obozu Przejściowego dla Rodzin Żołnierzy II Korpusu Polskiego w Macmerry na stanowisko oficera administracyjnego obozu. 15 sierpnia 1946 6 strzelców pod dowództwem kaprala Jana Nitki zostało odkomenderowanych do 8 kompanii saperów w Tulloch Castle w Dingwall.
21 sierpnia 1946 dowódca baonu polecił wypłacić dodatek dla żandarmów z Ekspozytury Polskiego Biura Wojskowego w Dundee: plut. Józefowi Torpiłowskiemu, plut. Kazimierzowi Zielińskiemu i st. strz. Stefanowi Dudzińskiemu.
Z dniem 1 października 1946 dowódca baonu utworzył Pluton Transportowy „z zadaniem zaspokojenia wszelkich potrzeb transportowych baonu”. Na stanowisko dowódcy plutonu został wyznaczony ppor. Jan Szaciłło, a jego zastępcą został chor. Józef Kot. Pod względem ewidencyjnym, gospodarczym i dyscyplinarnym wszyscy szeregowcy zostali przeniesieni do kompanii dowodzenia. Do plutonu transportowego zostały przeniesione wszystkie pojazdy batalionu kategorii „B” (kołowe i motocykle). W pierwszej fazie organizacji plutonu zostało przeniesionych: 6 samochodów Austin WD, 12 samochodów Bedford WD i 2 samochody Commer WD.
Z dniem 3 października 1946 do Obozu Repatriacyjnego w Irvine zostali przeniesieni: por. Stanisław Hirsch, ppor. Roman Jorkasch-Koch i ppor. Rudolf Osiecki.
24 października 1946 ppor. Władysław Samborowski został wyznaczony na funkcję oficera ewidencyjnego Grupy 3 Polskiego Korpusu Przysposobienia i Rozmieszczenia. Tego samego dnia dowódca baonu zabronił podwładnym żołnierzom, do odwołania, udziału w zabawach urządzanych w lokalu „Chalet” w Broughty Ferry z powodu bójek i polecił dowódcy posterunku żandarmerii dopilnować wykonania tego rozkazu.
Z dniem 20 listopada 1946 dowódca baonu przydzielił pozostałe pojazdy mechaniczne do plutonu transportowego: 15 samochodów Austin WD, 36 samochodów Bedford 15 cwt, 10 samochodów Humber oraz 17 motocykli BSA.
Z dniem 30 listopada 1946 dowódca baonu połączył 1 i 2 kompanie ckm w jeden pododdział pod nazwą „2 kompania CKM”.

## Organizacja batalionu
- Dowództwo 4 batalionu CKM
- kompania dowodzenia
- 1 kompania CKM
- 2 kompania CKM
- 3 kompania CKM
- kompania moździerzy

## Obsada personalna batalionu
Dowództwo batalionu
- dowódca batalionu – ppłk Franciszek Raczek
- I zastępca dowódcy - mjr Stanisław Mrozek[25]
- II zastępca dowódcy
  - kpt. Wilhelm Jan (do 26 I 1946 → 6 miesięczna praktyka w firmie „S Moris” w Redditch[26])
  - kpt. Maksymilian Bociek (p.o. od 26 I 1946)
- adiutant batalionu
  - por. Józef Nahaczewski (do 10 I 1946 → Komenda Uzupełnień Nr 1)
  - ppor. Czesław Obecny (16 II - 4 XI 1946 → 6 tygodniowy kurs języka angielskiego)
  - por. Wilhelm Kula (od 31 X 1946)
  - por. Stanisław Opoka (od 19 XII 1946)
- oficer wywiadowczy
  - ppor. Aleksander Wincberg[27]
  - por. Stanisław Opoka (5 I - 16 II 1946)
  - ppor. Witold Jewasiński (od 16 II 1946)
- oficer techniczny
  - por. Tadeusz Pisarski (do 22 VII 1946 → 4 bł)
  - ppor. Roman Jorkasch-Koch (od 22 VII 1946)
- oficer opieki nad żołnierzem
- oficer łączności
  - por. Kazimierz Szomborski (od 1 III 1946)
  - ppor. łącz. Ksawery Kudelski[28] (od 16 X 1946)
- oficer kwaterunkowy - ppor. Stefan Zalejko (od 5 III 1946)
- oficer zaopatrywania - ppor. Zbigniew Strojny (od 10 IV 1946)

Kompania dowodzenia
- dowódca kompanii - kpt. Uziębło[29]
- dowódca kompanii - por. Kazimierz Szomborski (od 5 I 1946)
- dowódca kompanii – kpt. Michał Naziębło (od 1 III 1946)
- dowódca kompanii - por. Kazimierz Szomborski
- dowódca kompanii - por. Leon Stetkiewicz (od 14 IX 1946)

1 kompania CKM
- dowódca kompanii – kpt. Tomasz Srokowski
- zastępca dowódcy kompanii - por. Włodzimierz Pochwat[29]
- dowódca kompanii – por. Włodzimierz Pochwat
- dowódca kompanii – por. Feliks Babula (21 - 30 XI 1946 równocześnie z funkcją dowódcy 2 kompanii ckm)

2 kompania CKM
- dowódca kompanii – por. Feliks Babula[30]
- zastępca dowódcy kompanii - por. Tadeusz Wiśniewski[29]
- dowódca kompanii – por. Leon Stetkiewicz (p.o. od 4 III 1946)
- dowódca kompanii – por. Feliks Babula

3 kompania CKM
- dowódca kompanii – kpt. Józef Serafin (Croix de Guerre ze srebrną gwiazdką)[29]
- zastępca dowódcy kompanii - por. Eugeniusz Bernatek[29]
- dowódca kompanii – kpt. piech. Adam Borowiec (do 14 IX 1946 → Obóz Repatriacyjny Nr 99 w Polkemmet)
- dowódca kompanii – por. piech. Wilhelm Kula (od 15 IX 1946[31])
- dowódca kompanii – kpt. piech. Adam Borowiec (od 31 X 1946)

Kompania moździerzy
- dowódca kompanii – kpt. Bronisław Nitka[32]
- zastępca dowódcy kompanii - por. Janusz Michalik[29]
- dowódca kompanii - por. Stanisław Opoka (wz. 16 II - 4 XI 1946 → 6 tygodniowy kurs języka angielskiego)
- dowódca kompanii - por. Marian Wisłocki (od 5 XI 1946)

## Znaki rozpoznawcze
- Patki – żółte z granatową żyłką[33].
- Otoki: granatowe[33].
- Znaki na wozach: biała cyfra  64 na czarnym tle[33].